# Kaana
Kaana (obersorbisch Kanjow), ab 1936 Reichendorf, ist eine Wüstung südwestlich von Niesky in der Oberlausitz (Sachsen). Der Ort wurde 1981 infolge der Erweiterung der Talsperre Quitzdorf devastiert.

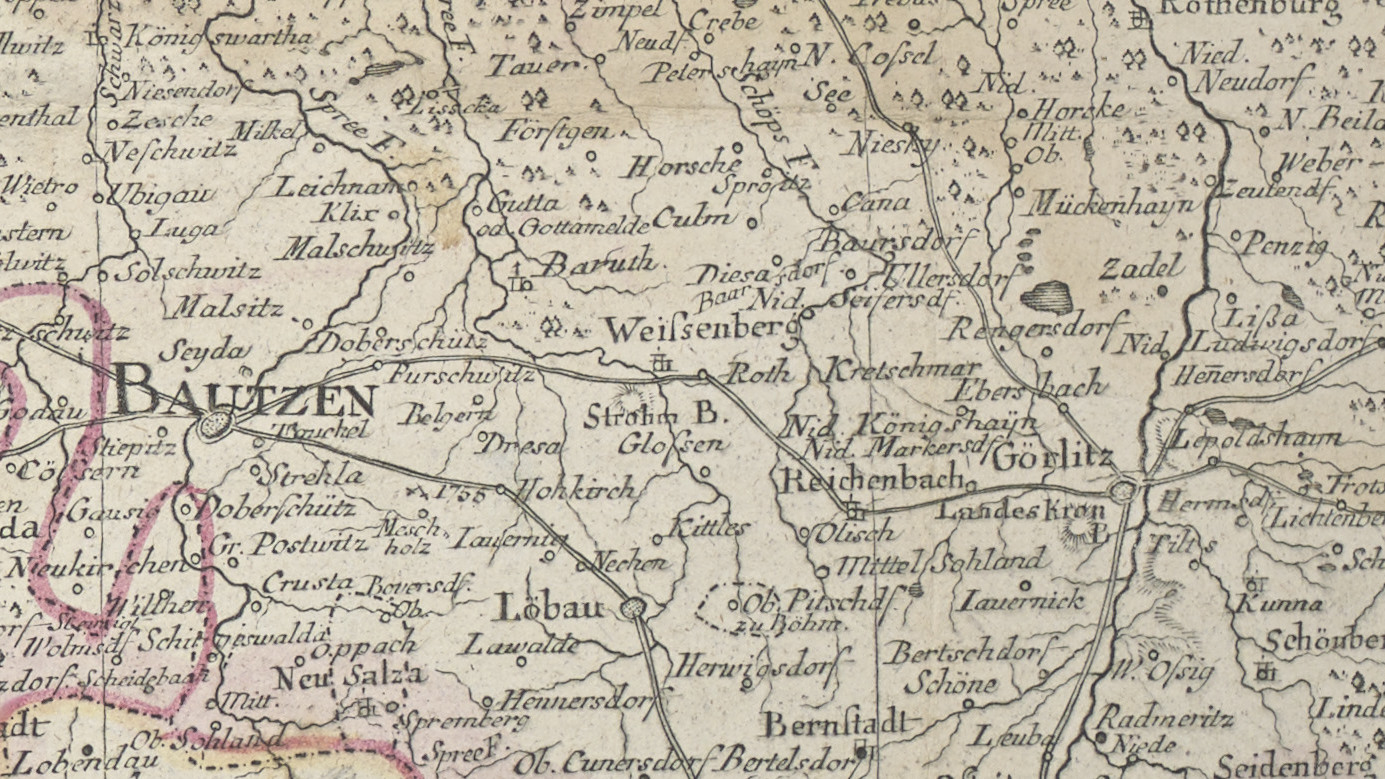
Cana auf einer Karte von 1809

## Geographie
Kaana lag inmitten der Oberlausitzer Heide- und Teichlandschaft zwischen Quitzdorf im Nordwesten, Diehsa im Südwesten und Jänkendorf im Südosten „in feuchter Niederung am Fuße des 165 Meter hohen bewaldeten Wacheberges“.

## Geschichte
Bereits im Jahr 1412 ist der Ort als Kana und 1557 als Kaana belegt, teilweise wurde abweichend Cana oder Caana geschrieben. Der Ortsname wird in der sorbischen Ortsnamenforschung im Allgemeinen auf das obersorbische Wort ‚kanja‘ für Gabelweihe zurückgeführt. Ernst Eichler weist darauf hin, dass ein Personenname Kan- zur Wurzel kaniti, alttschechisch kaniti sě ‚schmeicheln‘ „nicht auszuschließen ist“.
Der Ort war seit spätestens der Reformation in Diehsa eingepfarrt und gehörte mit seinem Gut seit 1651 zur Herrschaft Jänkendorf.
Im Zuge der nationalsozialistisch motivierten Germanisierung sorbischstämmiger Ortsnamen wurde Kaana am 30. November 1936 in Reichendorf umbenannt. Nach dem Zweiten Weltkrieg wurde das Dorf, das bereits in den 1880er Jahren außerhalb der sorbischen Sprachgrenzen gelegen hatte, nicht mehr rückbenannt.
Reichendorf wurde am 1. Juli 1950 nach Jänkendorf eingemeindet und 1981 devastiert.
| Jahr | Einwohner |
| ---- | --------- |
| 1825 | 78        |
| 1853 | 87        |
| 1885 | 94        |
| 1905 | 102       |
| 1919 | 86        |
| 1925 | 91        |
| 1939 | 97        |
| 1946 | 92        |

### Einwohnerentwicklung
Im Jahr 1777 lebten in Kaana 10 Gärtner, eine elfte Wirtschaft war wüst. In der Folgezeit hatte der Ort eine relativ konstante Einwohnerzahl, die sich seit der Mitte des 19. Jahrhunderts zwischen 90 und 100 Einwohnern bewegte. So ist es nicht verwunderlich, dass die amtlich registrierte Umsiedlerzahl beim Ortsabbruch bei 90 lag.

## Persönlichkeiten
- Traugott Bachmann (1865–1948), Missionar der Herrnhuter Brüdergemeine in Tansania